# Estação Cabo
A Estação Cabo é uma das estações do VLT do Recife, situada em Cabo de Santo Agostinho, ao lado da Estação Santo Inácio. É uma das estações terminais da Linha Cajueiro Seco–Cabo do VLT do Recife.
Foi inaugurada em 1858 e atende a moradores e trabalhadores do Centro de Cabo de Santo Agostinho.

## História
A estação foi originalmente inaugurada em 1858, como sendo a primeira estação terminal da Estrada de Ferro Recife ao São Francisco. Em 1905, a estação Cabo passou a fazer parte do Ramal Recife-Maceió. Esse ramal de passageiros funcionou até os anos 80. Atualmente a estação faz parte da Linha Cajueiro Seco–Cabo do VLT do Recife.